# Jill Freedmanová
Jill Freedmanová (nepřechýleně Freedman; 19. října 1939 Pittsburgh – 9. října 2019) byla americká dokumentární fotografka. Žila a tvořila převážně v New Yorku.

## Životopis
Jill Freedmanová se narodila v Pittsburghu v Pensylvánii, její otec byl obchodní cestující a matka zdravotní sestra. V roce 1961 dokončila University of Pittsburgh v oboru sociologie. Po ukončení školy odešla do Izraele, kde pracovala v kibucu. Když jí došly peníze, tak zpívala, aby si vydělala na živobytí; pokračovala ve zpěvu v Paříži a televizní varietní show v Londýně. V roce 1964 přijela do New Yorku a pracovala v reklamě a jako copywriter. Řemeslu fotografie se učila sama, ovlivnil jí André Kertész, W. Eugene Smith, ale hlavně jí pomáhal její pudl Fang:
Když jsem šla po ulici s Fangem, viděla jsem všechno, cítila jsem všechno. Měl velký instinkt. Naučil mě, jak se dívat, protože jemu nikdy nic neuniklo.

Andy Grundberg si také všiml, že její styl ovlivnili: Henri Cartier-Bresson, Donald McCullin, Leonard Freed a Weegee, ale vzápětí dodal: „Abychom ocenili fotografie, je třeba vzít v úvahu jejich podstatu, nikoli jejich styl. ... Lidské vztahy – zejména pouta bratrství – ji fascinují.“
Po atentátu na Martina Luthera Kinga opustila Jill Freedmanová svou práci a odešla do Washingtonu, DC. Žila v Resurrection City, chudinské čtvrti, která v roce 1968 uspořádala kampaň Chudých lidí na Washington Mall, kde fotografovala. Série fotografiií byla publikována v magazínu Life a v roce 1970 byly shromážděny v první knize umělkyně Old News: Resurrection City. Nezávislý americký umělecký kritik A. D. Coleman o knize napsal:
 Je to velmi osobní, ale vysoce objektivní prohlášení plné vášně, tepla, smutku a humoru. Fotografie Freedmanové jsou svižné a silné; její text vtipný, sardonický a čestný, s nepředvídatelnými vhledy a dojemnými okamžiky sebevědomí. Statečná a dojemná kniha.

Freedmanová poté žila v automobilu Volkswagen kombi, následovala cirkus Clyde Beatty-Cole Brothers. Dva měsíce fotografovala „dvě představení denně a jedno představení každou neděli. Sedm týdnů noční služby a cestovala přes New York, Massachusetts, New Jersey, Rhode Island, New Hampshire, Vermont, Pennsylvania a Ohio. Chtěla fotografovat cirkusové umělce jako lidi. Coleman napsal:
 Momenty, které vybírá, jsou významné jak emocionálně, tak graficky. Její obrazy vyjadřují její smysl pro načasování a gesto.

Její dílo bylo publikováno v roce 1975 v knize Cirkusové dny.
Freedmanová fotografovala tehdy drsnou oblast 42. ulice a uměleckou scénu ve studiu 54 a SoHo.
V roce 1975 začala Freedmanová fotografovat hasiče v oblasti Harlemu a Bronxu. To jí zabralo dva roky; žila s hasiči, spala v hlavním autě a na podlaze. Výsledkem byla kniha, Firehouse, publikovaná v roce 1977.
Někteří hasiči byli dříve policisty a navrhovali, jestli by Freedmanová nemohla fotografovat práci policie. Freedmanová neměla policii moc ráda, ale usoudila, že mezi nimi také musí být dobří policisté. Pro svůj cyklus Street Cops (1978–1981) doprovázela policisty do oblastí New Yorku jako jsou Alphabet City nebo Times Square, trávila čas s těmi, kteří vypadali jako dobří lidé. Výsledkem práce byla kniha Street Cops. Tehdejší recenzent časopisu Popular photography poznamenal, že „vášnivá fotožurnalistická esej včerejška“ byla „ohroženým druhem“, než obživla ve fotoknihách, jako je tato. Recenzent popsal Street Cops jako „[oslavu] hrdinství, soucitu a humoru profesionálů z New Yorku“ a že kniha „je tradiční a uspokojivá v tom, že splňuje kombinaci zřídka úspěšnou: organické spojení textu a fotografií„.
Kritikové o fotografování v New Yorku:
 [Freedman] se schovávala za fotoaparátem a našla své motivy, na které se ostatní nedívali - "chudáky, pouliční žebráky, lidé spící na ulici", policie a hasiči, lidé vyplavení na břeh silami většími než jsou oni sami. „Je to pouliční divadlo ,“ řekla. "Čím podivnější, tím lepší." 

Během sedmdesátých let byla Freedmanová krátce spojena s agenturou Magnum Photos, ale členkou se nestala. Chtěla vyprávět příběhy prostřednictvím fotografie, ale chtěla se vyhnout zástěrce požadované pro získání provizí; a proto si stanovila své vlastní úkoly. Měla potíže se uživit, ale prodávala tisky ze stánku postaveného před budovou Whitney Museum. V roce 1983 kritik New York Times Andy Grunberg zařadil její černobílé pouliční fotografie New Yorku, do skupiny společně s Leeem Friedlanderem, Fredem R. Conradem, Brucem Davidsonem, Royem DeCaravou, Billa Cunninghama, Sary Krulwichové a Rudyho Burckhardta.
V roce 1988 Freedmanová zjistila, že je nemocná. Náklady na zdravotní péči znamenaly, že musela opustit svůj byt nad Sullivan Street Playhouse; a v roce 1991 se přestěhovala na Miami Beach. Tam byla sice nespokojená , ale byla schopna hodně číst. Někdy pracovala pro Miami Herald. Také se jí podařilo publikovat fotoknihu psů, která byla označena za „klišé fotografie“ psů. Vydala také druhý díl ze dvou fotoknih Irska, o které Publishers Weekly napsal, že „láskyplně zachycuje trvalé aspekty irské tradice“.
Kolem roku 2003, Freedmanová se vrátila do New Yorku. Během její nepřítomnosti byla šokována a zarmoucena: “Když jsem viděla, že z 42. Ulice udělali Disneyland, jen jsem tam stála a plakala.“ V roce 2007 se přestěhovala na místo poblíž parku Morningside a v roce 2015 tam stále žila.
Během první části své kariéry byla Freedmanová uchvácena procesem fotografického tisku. Fotografovala aparátem Kodak Tri-X a ráda používala 35 mm objektiv a dostupné světlo a pro tisk používala papír Agfa Portriga Rapid. Do konce roku 2016 neměla temnou komoru. Zdůraznila, že fotoaparát, ať už filmový nebo digitální, je pouze nástrojem. Při jiné příležitosti souhlasně citovala Elliotta Erwitta v tom, že se pokouší dělat vynikající práci a neměla by se znepokojovat technickými otázkami.
Freedmanová byla jednou ze 13 fotografů, kteří předváděli, jak fotografují New York v Everybody Street, filmu Cheryl Dunn z roku 2013. Spolu s Richardem Kalvarem, Alexem Webbem, Rebeccou Norris Webb, Maggie Steberovou a Mattem Stuartem byla během týdne Art Basel hostem na Miami Street Photography Festivalu 2016 v HistoryMiami Muzeu.
Grundberg v roce 1982 napsal, že „hlavním klíčem v práci [Freedmanové] je rozhořčení nad nespravedlností, obdiv k přeživším je minoritní“. Maggie Steber řekla o Freedmanové:
 Myslím, že byla zcela podceňována. ... Pro mě je Jill jednou z velkých amerických fotografek. Vždy byla a vždy bude.

V roce 2016 byla práce a kariéra Freedmanové zejména její představy o New Yorku, předmětem obnoveného zájmu, který se objevil ve více článcích časopisu VICE včetně čísla z roku 2016 a na Art Basel Miami.

## Osobní život
V jejím pozdějším životě žila Freedmanová v Harlemu. 
Jill Freedmanová zemřela 9. října 2019 na komplikace rakoviny v pečovatelském zařízení na Manhattanu. Bylo jí 79 let.

## Ceny a vyznamenání
- 1973: New York Magazine Photo Contest, First Prize
- 1973: National Endowment for the Arts, Photography Fellowship
- 1974: New York State Council on the Arts, Creative Artists Public Service Program (CAPS) Photography Grant[33]
- 1982: A.J. Muste Journalism Award – Rex Stewart for Street Cops
- 1982: Leica Medal of Excellence (First Recipient)
- 1983: National Endowment for the Arts, group photography grant for Lower Manhattan
- 1984: American Society of Magazine Photographers (ASMP), Award for Photographic Books
- 1994: Alicia Patterson Foundation, Fellowship for The Holocaust, 50 Years Later[34][n 2]
- 2001: Royal Photographic Society, Honorary Fellowship[35]

## Výstavy

### Vybrané samostatné výstavy
- Jill Freedman: Pictures from New York, The Photographers' Gallery, Londýn, březen 1974.[36]
- The Circus and Other Scenes, The Photographers' Gallery, Londýn, červen 1974.[36]
- Jill Freedman, The Photographers' Gallery, Londýn, červen 1976.[37]
- PhotoGraph Gallery, New York, leden 1982.[8]
- University Center Gallery, Drew University, Madison, New Jersey, May 1982.[4]
- Street Cops: Jill Freedman, The Photographers' Gallery, Londýn, září – říjen 1982.[36][37]
- Jill Freedman Photographs, Museum of Contemporary Photography, Columbia College, Chicago, prosinec – leden 1985.[38]
- Street Cops, Nikon Salon, Ginza, Tokyo, 1985.[39]
- Jill Freedman: 60's to the present, Witkin Gallery, New York City, prosinec 1996 – leden 1997.[40]
- Laughter and love: A romp through Ireland, M. J. Ellenbogen Photography, White Plains, NY, březen 2006.[41]
- Here and There, A.M. Richard Fine Art, Brooklyn, New York, duben – květen 2007. Společně s výstavou Photographs of 42nd Street Andrewa Garna.[13][42][43]
- Resurrection City 1968, Higher Pictures, New York City, duben – květen 2008.[2][44][45]
- Street Cops 1978–1981, Higher Pictures, New York City, září – říjen 2011.[46][47]
- Street Cops, The President's Gallery, John Jay College of Criminal Justice, CUNY, září – říjen 2012[48]
- Circus Days 1971, Higher Pictures, New York City, leden–březen 2013.[11][49][50]
- Long Stories Short, Steven Kasher Gallery, New York City, září – říjen 2015. Z velké části se jedná o dosud nezveřejněné práce Freedmanové.[18][17][51][52]
- Resurrection City, 1968, Steven Kasher Gallery, New York, 2017[53]

### Vybrané skupinové výstavy
- Circus: The real people, Neikrug Galleries, New York City, květen 1972. Spoluvystavují: Charles Reynolds.[12]
- Soho Photo, New York City. Spoluvystavují: Harvey Stein and Mike Levins.[54]
- Rated X, Neikrug Galleries, New York City, June 1972.[55]
- Third Eye gallery, New York City, březen 1976.[56]
- Street Kids, New York Historical Society, New York City. Spoluvystavují: Lewis W. Hine, Jacob Riis, Ben Shahn, Alfred Eisenstaedt, Bruce Davidson a Ken Heyman.[57]
- Manhattan Portraits, Federal Hall National Memorial, New York City, September 1984. Spoluvystavují: Laurence Fink, George Malave, Toby Old, Sy Rubin, Ed Fausty a Brian Rose.[58]
- The Animal in Photography, 1843–1985, The Photographers' Gallery, Londýn, červen – září 1986.[36]
- Mothers and Daughters, Burden Gallery, květen 1987. Spolu s Brucem Davidsonem, Joelem Meyerowitzem, Nikim Bergem, Danny Lyonem, Kathleen Kenyon a Rosalindou Fox Solomonovou.[59]
- 2 Photographers – 5 Decades, PhotoGraphic Gallery, New York City, červen – srpen 2006. Společně s Arthurem Lavinem.[60][61]
- Ireland, PhotoGraphic Gallery, New York City, leden – únor 2007. Spolu s Christy McNamara.[62]
- Circus days, within Bêtes et Hommes = Beasts and Men, Grande halle de la Villette, Paříž, září 2007 – leden 2008.[63]
- Gertrude's/LOT, Pittsburgh Biennial, Andy Warhol Museum, Pittsburgh, prosinec 2011 – leden 2012.[64]
- Seriously, Andrew Edlin Gallery, New York City, listopad 2016 – leden 2017.[65]

## Stálé sbírky
- International Center of Photography, New York City: 51 fotografií[66]
- Bibliothèque nationale de France, Paříž: 21 fotografií[67]
- Moderna Museet, Stockholm: 6 fotografií[68]
- Center for Creative Photography, Tucson, AZ: 6 fotografií “ze sbírky W. Eugene Smith Collection„[69]
- Smithsonian American Art Museum, Washington, D.C.: 1 fotografie[70]

## Publikace
- FREEDMAN, Jill. Old News: Resurrection City. New York: Grossman, 1970. OCLC 231853020
- FREEDMAN, Jill. Circus Days. New York: Harmony, 1975. Dostupné online. ISBN 978-0-517-52008-6. OCLC 1177828
- FREEDMAN, Jill; SMITH, Dennis (text). Firehouse. New York: Doubleday, 1977. Dostupné online. ISBN 978-0-385-11585-8. OCLC 3432874 – text: hasič v důchodu Dennis Smith
- FREEDMAN, Jill. Street Cops. New York: Harper & Row, 1982. ISBN 978-0-060-14874-4. OCLC 7460321
- FREEDMAN, Jill. A Time That Was: Irish Moments. New York: Friendly Press, 1987. Dostupné online. ISBN 978-0-914-91909-4. OCLC 15315493
- FREEDMAN, Jill. Jill's Dogs. San Francisco: Pomegranate, 1993. ISBN 978-1-566-40526-3. OCLC 29733720
- FREEDMAN, Jill; MCCOURT, Frank; MCCOURT, Malachy. Ireland Ever: The Photographs of Jill Freedman. New York: Harry N. Abrams, 2004. Dostupné online. ISBN 978-0-810-94340-7. OCLC 1035751328 – text: Frank McCourt a Malachy McCourt